# Elisabeth Hurth
Elisabeth Hurth (* 1961) ist eine deutsche Dozentin, Lerntherapeutin und Autorin. Sie lebt in Wiesbaden.
Hurth hat Amerikanistik, Germanistik und Theologie in Mainz und in Boston studiert. 1988 erwarb sie den PH.D.-Titel in American Studies in Boston, 1992 schloss sie an der Universität Mainz in Germanistik eine Promotion mit dem Titel Der literarische Jesus. Studien zum Jesusroman ab. In ihrer Arbeit untersuchte sie die Verarbeitung des Jesus-Stoffes in der deutschsprachigen Literatur von 1880 bis 1945, mit besonderem Schwerpunkt des Einflusses der Leben-Jesu-Forschung auf die Romandichtung der damaligen Zeit. Nach Herbert Stettberger kommt der Dissertation das große Verdienst zu, „den literarischen Jesus nicht als alternative, sondern als sinnvolle Ergänzung zum historisch-kritischen Jesusbild in Erinnerung gerufen zu haben“.
Seit 1992 arbeitet Elisabeth Hurth als Sprachlehrerin und Publizistin. Sie schreibt vor allem zu Themen aus den Bereichen Religion und Medien, unter anderem in regelmäßigen Beiträgen in der Zeitschrift Herder Korrespondenz.

## Bücher (Auswahl)
- Das Leben genießen, Verlag Traugott Bautz, Nordhausen  2023, ISBN 978-3-95948-591-3.
- Der neue Mensch: Zur marianischen Theologie und Spiritualität des Gründers der Schönstattbewegung Pater Josef Kentenich, Verlag Traugott Bautz, Nordhausen  2018, ISBN 978-3-95948-374-2.
- Die (un)erträgliche Seichtigkeit des Seins: Zwischen Religion und Kitsch, Verlag Telos, 2015, ISBN 978-3933060457
- Meine Zeit in deinen Händen. Eine Meditation, Sankt Ulrich Verlag, Augsburg 2010, ISBN 978-3-86744-124-7
- Mann Gottes. Das Priesterbild in Literatur und Medien, Matthias Grünewald Verlag, Mainz 2003, ISBN  	978-3-7867-2432-2
- Der literarische Jesus. Studien zum Jesusroman, (Theologische Texte und Studien 3), Dissertation, Hildesheim – Zürich – New York, Olms 1993, ISBN 3-487-09764-8.